# Architectonica perspectiva
Architectonica perspectiva of zonneslak is een slakkensoort uit de familie Architectonicidae. De wetenschappelijke naam werd gepubliceerd in 1758 door Carl Linnaeus als Trochus perspectivus, in de tiende editie van Systema naturae.
De soort komt wijdverspreid voor in Zuidoost-Azië.